# Gmina Žiri
Žiri – gmina w Słowenii. W 2008 roku liczyła 4955 mieszkańców. Ośrodek przemysłu spożywczego, maszynowego.

## Miejscowości
Miejscowości wchodzące w skład gminy Žiri:

- Brekovice
- Breznica pri Žireh
- Goropeke
- Izgorje
- Jarčja Dolina
- Koprivnik
- Ledinica
- Mrzli Vrh
- Opale
- Osojnica
- Podklanec
- Račeva
- Ravne pri Žireh
- Selo
- Sovra
- Zabrežnik
- Žiri
- Žirovski Vrh